# Heike Wiehle-Timm

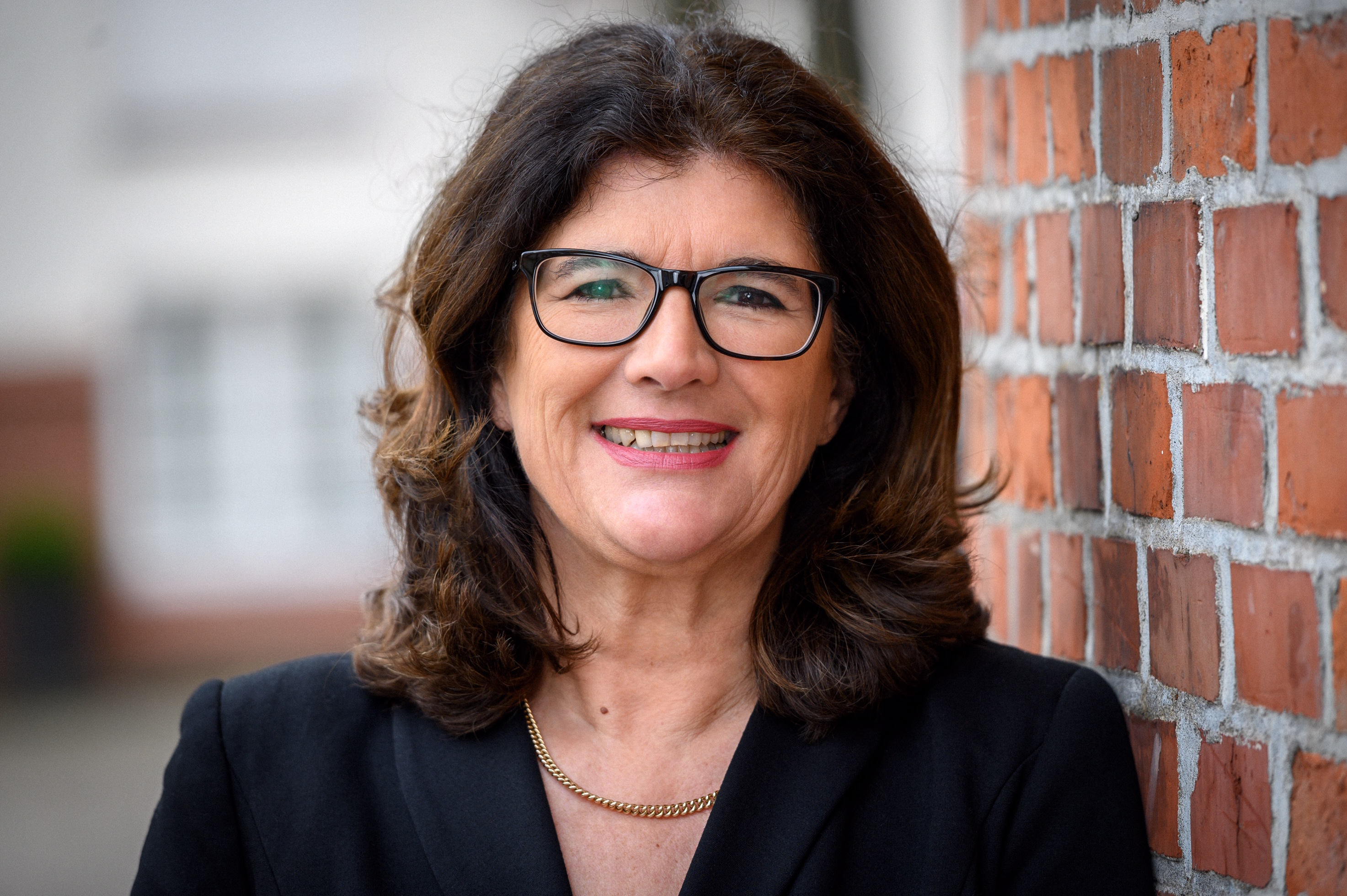
Heike Wiehle-Timm (2019)

Heike Wiehle-Timm (* 1958 in Kassel) ist eine deutsche Dramaturgin und Filmproduzentin sowie Geschäftsführerin und Mitbegründerin von Relevant Film.

## Leben
Nach dem Studium der Theaterwissenschaft, Germanistik und Publizistik arbeitete Wiehle-Timm als Dramaturgieassistentin für die Freie Volksbühne Berlin und von 1982 bis 1986 als Dramaturgin am Bayerischen Staatsschauspiel in München. 1987 war sie mit einem Lehrauftrag für Gegenwartsdramatik und Dramaturgie an der Ludwig-Maximilians-Universität München betraut. In ihrer Wahlheimat Hamburg arbeitete sie seit 1988 zunächst als Producerin für die Polyphon Film- und Fernsehgesellschaft und entwickelte dort zahlreiche Fernsehspiele und -serien, darunter u. a. Der kleine Vampir – Neue Abenteuer (1993) nach Büchern von Angela Sommer-Bodenburg, Geboren 1999 (1992) von Charlotte Kerner (Buch: Beate Langmaack, Regie: Kai Wessel) und Ein Mann für jede Tonart (1993) nach dem Roman von Hera Lind.
1993 gründete sie zusammen mit Peter Timm die Relevant Film Produktionsgesellschaft in Hamburg. Seitdem produzierte sie zahlreiche Spielfilme für Kino und Fernsehen sowie mehrteilige Serien. Wiehle-Timm ist Mitglied der Deutschen Filmakademie. Sie war Mitglied im Kassel-Beirat, sowie stellvertretendes Mitglied in der Bewertungskommission HessenInvestFilm III. Seit 2010 ist sie Bereichsleiterin Produktion des Filmstudiengangs der Hamburg Media School. Sie ist Mutter zweier Töchter und lebt in Hamburg.

## Filmografie

### Kinoproduktionen
- 1993: Ein Mann für jede Tonart (Regie: Peter Timm)
- 1994: Einfach nur Liebe (Regie: Peter Timm)
- 1996: Die Putzfraueninsel (Regie: Peter Timm)
- 1997: Dumm gelaufen (Regie: Peter Timm)
- 2001: Der Zimmerspringbrunnen (Regie: Peter Timm)
- 2004: Blueprint (Regie: Rolf Schübel)
- 2007: Rennschwein Rudi Rüssel 2 – Rudi rennt wieder! (Regie: Peter Timm)
- 2008: Alles für meinen Vater (Sof Shavua B’Tel Aviv) (Regie: Dror Zahavi)
- 2009: Liebe Mauer (Regie: Peter Timm)
- 2018: Rocca – Verändert die Welt (Regie: Katja Benrath)
- 2019: Und wer nimmt den Hund? (Regie: Rainer Kaufmann)
- 2023: Weißt du noch (Regie: Rainer Kaufmann)

### Fernsehproduktionen
- 1996: Zwei Leben hat die Liebe (Regie: Peter Timm)
- 1997: Ferkel Fritz (Regie: Peter Timm)
- 1997: Andrea und Marie (Regie: Martin Enlen)
- 1997: Vergewaltigt – Eine Frau schlägt zurück (Regie: Martin Enlen)
- 1998: Millennium Love (Regie: Peter Timm)
- 1999: Und morgen geht die Sonne wieder auf (Regie: Johannes Fabrick)
- 1999: Zärtliche Sterne (Regie: Julian Roman Pölsler)
- 1999: Zwei Mädels auf Mallorca (Regie: Dror Zahavi)
- 2000: Alptraum einer Ehe (Regie: Johannes Fabrick)
- 2000: Die Salsa-Prinzessin (Regie: Dror Zahavi)
- 2002: Sektion – Die Sprache der Toten (Regie: Markus Bräutigam)
- 2002: Familie XXL (Regie: Peter Timm)
- 2004: Zwei Wochen für uns (Regie: René Heisig)
- 2004: Liebe in der Warteschleife (Regie: Dennis Satin)
- 2005: Charlotte und ihre Männer (Regie: Dirk Kummer)
- 2006: Einfache Leute (Regie: Thorsten Näter)
- 2006: Der Tote am Strand (Regie: Martin Enlen)
- 2007: Das Geheimnis meiner Schwester (Regie: Bettina Woernle)
- 2007: Wie küsst man einen Millionär? (Regie: Zoltan Spirandelli)
- 2008: Späte Rache – Eine Familie wehrt sich (Regie: Thorsten Näter)
- 2008: Eine Nacht im Grandhotel (Regie: Thorsten Näter)
- 2011: Frischer Wind (Regie: Imogen Kimmel)
- 2011: Pilgerfahrt nach Padua (Regie: Jan Ruzicka)
- 2011: Tod am Engelstein (Regie: Christiane Balthasar)
- 2011: Weihnachten … ohne mich, mein Schatz! (Regie: Dennis Satin)
- 2012: Halbe Hundert (Regie: Matthias Tiefenbacher)
- 2012: Auslandseinsatz (Regie: Till Endemann)
- 2012: Mit geradem Rücken (Regie: Florian Froschmayer)
- 2013: Nur eine Nacht (Regie: Thorsten Näter)
- 2013: Der Tote im Watt (Regie: Maris Pfeiffer)
- 2013: Beste Freundinnen (Regie: Thomas Jauch)
- 2014: Immer wieder anders (Regie: Matthias Steurer)
- 2014: Die Zeit mit Euch (Regie: Stefan Krohmer)
- 2015: Tod auf der Insel (Regie: Nicolai Rohde)
- 2015: Heiraten ist nichts für Feiglinge (Regie: Holger Haase)
- 2015: Mein Sohn, der Klugscheißer (Regie: Pia Strietmann)
- 2015: Apropos Glück (Regie: Ulrike Grote)
- 2016: Schwarzbrot in Thailand (Regie: Florian Gärtner)
- 2017: Ein Lächeln nachts um vier (Regie: Jan Ruzicka)
- 2017: Aufbruch in die Freiheit (Regie: Isabel Kleefeld)
- 2018: Endlich Gardasee! (Regie: Ulrike Grote)
- 2019: Weihnachten im Schnee (Regie: Till Franzen)
- 2020: Wir bleiben Freunde (Regie: Hansjörg Thurn)
- 2020: Plötzlich so still (Regie: Lars-Gunnar Lotz)
- 2021: Alice im Weihnachtsland (Regie: Petra Katharina Wagner)
- 2022: So laut du kannst (Regie: Esther Bialas)
- 2022: Laufen (Regie: Rainer Kaufmann)
- 2022: Ein Taxi zur Bescherung (Regie: Dirk Kummer)
- 2023: Weißt du noch (Regie: Rainer Kaufmann)
- 2023: Weihnachtspäckchen …haben alle zu tragen (Regie: Stefan Bühling)
- 2024: Wer ohne Schuld ist (Regie: Sabrina Sarabi)
- 2024: Stille Nacht, raue Nacht (Regie: Sophie Averkamp)
- 2024: Tod in der Bucht – Ein Kreta Krimi (Constanze Knoche)

### Serien
- 2007: Rennschwein Rudi Rüssel – 1. Staffel (Regie: Rolf Wellingerhof, Wolfgang Groos)
- 2008: Rennschwein Rudi Rüssel – 2. Staffel (Regie: Rolf Wellingerhof, Wolfgang Groos)
- 2009: Rennschwein Rudi Rüssel – 3. Staffel (Regie: Rolf Wellingerhof, Wolfgang Groos)

## Werke (Print)
- Burkhart Mauer, Simone Reber, Heiko Schier, Regine Walter-Lehmann, Heike Wiehle: Freie Volksbühne Berlin: nichts muß bleiben wie es ist 1890–1980. Hrsg. v. Freie Volksbühne Berlin e. V., stellv. durch Günther Abendroth. Berlin 1980.
- Leben in Kassel – Eine Liebeserklärung. Herausgegeben von Georg Lewandowski. euregioverlag, 2003, ISBN 3-933617-15-4

## Auszeichnungen
- 2016: Filmfest Hamburg – Hamburger Produzentenpreis für Deutsche Fernsehproduktionen für Apropos Glück (Regie: Ulrike Grote)
- 2018: Filmfest Hamburg – Hamburger Produzentenpreis für Deutsche Fernsehproduktionen für Aufbruch in die Freiheit (Regie: Isabel Kleefeld)[4]
- 2019: Deutscher Fernsehpreis in der Kategorie „Bester Fernsehfilm“ für Aufbruch in die Freiheit.
- 2019: Nominierung Grimme-Preis für Aufbruch in die Freiheit.
- 2019: Goldene Kamera für Aufbruch in die Freiheit, Kategorie: bester Fernsehfilm.
- 2019: Deutscher Filmpreis (Lola in Gold) für Rocca – Verändert die Welt in der Kategorie „Bester Kinderfilm“
- 2019: Filmfest München: Nominierung Bernd-Burgemeister-Preis für Und wer nimmt den Hund? (Regie: Rainer Kaufmann)
- 2019: Festival des deutschen Films Ludwigshafen am Rhein: Nominierungen für den Filmkunstpreis, den RheingoldPublikumspreis und den Medienkulturpreis für Und wer nimmt den Hund? (Regie: Rainer Kaufmann)
- 2022: Filmfest München: Bernd-Burgemeister-Preis für herausragende Produzentenleistung So laut du kannst (Regie: Esther Bialas)
- 2022: Biberacher Filmfestspiele: Biber für besten TV-Film für So laut du kannst (Regie: Esther Bialas)
- 2022: Filmfest München: Nominierung Bernd-Burgemeister-Preis für Laufen (Regie: Rainer Kaufmann)
- 2023: Nominierung Grimme-Preis für So laut du kannst
- 2023: Nominierung Deutscher Fernsehpreis in der Kategorie „Bester Fernsehfilm“: So laut du kannst (Regie: Esther Bialas)
- 2023: Nominierung für den 3Sat Publikumspreis: Laufen (Regie: Rainer Kaufmann)
- 2024: Filmfest München: Nominierung Bernd-Burgemeister-Preis Wer ohne Schuld ist (Regie: Sabrina Sarabi)